# La valanga degli uomini rossi
La valanga degli uomini rossi (Apache Ambush) è un film del 1955 diretto da Fred F. Sears.
È un western statunitense ambientato nel 1865 con Bill Williams e Richard Jaeckel.

## Produzione
Il film, diretto da Fred F. Sears su una sceneggiatura e un soggetto di David Lang, fu prodotto da Wallace MacDonald per la Columbia Pictures e girato nell'Iverson Ranch a Chatsworth, nella contea di Tuolumne e nei pressi della Sierra Railroad a Jamestown, in California, dal 28 marzo al 6 aprile 1955. Il titolo di lavorazione fu Renegade Roundup.

## Distribuzione
Il film fu distribuito con il titolo Apache Ambush negli Stati Uniti dal 24 agosto 1955 al cinema dalla Columbia Pictures.
Altre distribuzioni:
- in Finlandia (Apaashien väijytys)
- in Grecia (Matomeni enedra)
- in Italia (La valanga degli uomini rossi)